# نظرية الاندماج

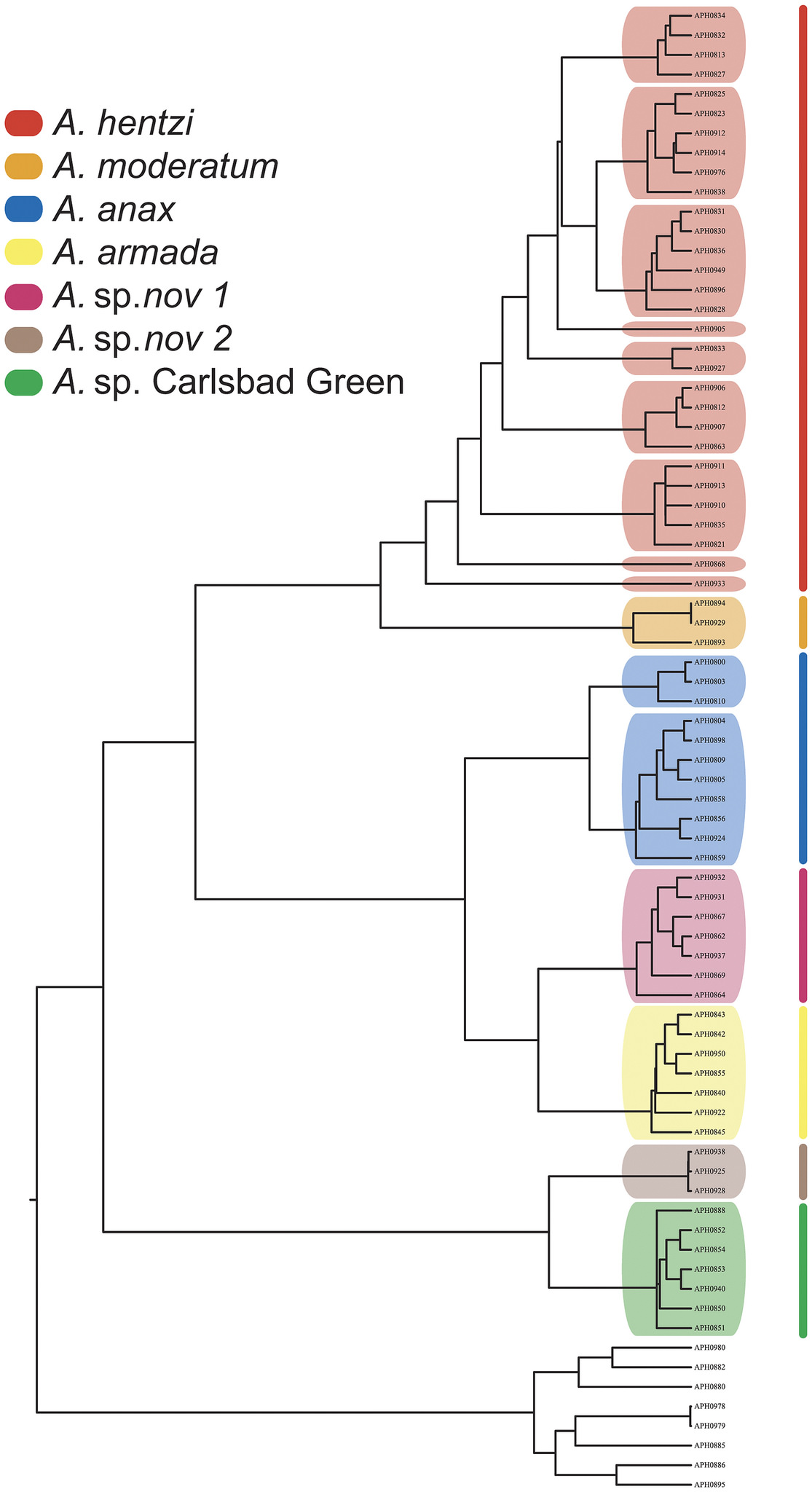

تُعتبر نظرية الاندماج نموذجًا لكيفية نشوء المتغيرات الجينية التي أُخذت عيناتٍ من مجتمع ما يعود سكانه لأصلٍ مشترك. في أبسط الحالات، تفترض نظرية الاندماج عدم وجود عمليات التهجين أو الانتقاء الطبيعي وعدم تدفق الجينات أو التركيبة السكانية مما يعني أن كل متغير من المحتمل أن ينتقل من جيل إلى آخر. 
يبدو النموذج متخلفًا في وقته حيث يدمج الأليلات في نسخة أصل واحد وفقًا لعملية عشوائية في أحداث الاندماج. في ظل هذا النموذج، يزيد الوقت المتوقع بين أحداث الاندماج المتعاقبة أضعافًا مضاعفة في الزمن (مع تباين واسع). يأتي التباين في النموذج من كلٍ من المرور العشوائي للأليلات من جيل إلى آخر ومن حدوث الطفرات العشوائية في هذه الأليلات.
طوِّرت النظرية الرياضية للاندماج بشكلٍ مستقل من قبل عدة مجموعات في أوائل الثمانينيات كامتدادٍ طبيعي لنظرية علم الوراثة السكانية الكلاسيكية، ولكن يمكن أن تُعزى بشكلٍ أساسي إلى جون كينجمان المتخصص بعلوم الرياضيات. تشمل التطورات في نظرية الاندماج التهجين والاختيار والأجيال المتداخلة وأي نموذج تطوري أو ديموغرافي معقد تقريبًا في التحليل الوراثي السكاني.
يمكن استخدام النموذج لإنتاج العديد من السلالات النظرية ثم مقارنة البيانات المرصودة بهذه المحاكاة لاختبار الافتراضات حول التاريخ الديموغرافي للسكان. يمكن استخدام نظرية الاندماج في تكوين استنتاجات حول العوامل الوراثية السكانية مثل الهجرة وحجم السكان والتهجين.

## نظرية

### وقت الاندماج
خذ بعيد الاعتبار مكان جيني واحد قد أُخِذ كعيّنة من اثنين من الأشخاص الفرديين في مجتمع سكاني. يبدأ تعقّب أصل هذه العينة إلى الوراء في الوقت المناسب للدرجة التي يكون فيها هذين الخطين يلتقيان في سلفهما المشترك الأخير. تسعى نظرية الاندماج إلى تقدير توقعات هذه الفترة الزمنية وتباينها.
إن احتمالية اندماج خطين في الجيل السابق مباشرةً هو احتمال مشاركتهم لتسلسل الحمض النووي لأبويه. في مجموعةٍ سكانيةٍ ذات حجم سكاني فعال ثابت مع نسخ 2Ne من كل مكان، توجد هذه النسخ من «الآباء المحتملين» في الجيل السابق. وفقًا لنموذج التزاوج العشوائي، يكون احتمال ظهور أليلين من نفس نسخة الوالدين هو 1/(2Ne)، وبالمقابل فإن احتمال عدم اندماجها هو 1 − 1/(2Ne).
في كل جيل سابق متتالي، يُوزّع احتمال الاندماج هندسيًا، أي احتمال عدم الاندماج في الأجيال السابقة t – 1)) مضروب في احتمال الاندماج:
{\displaystyle P_{c}(t)=\left(1-{\frac {1}{2N_{e}}}\right)^{t-1}\left({\frac {1}{2N_{e}}}\right).}
بالنسبة للقيم الكبيرة بما يكفي من نسخ Ne,، يُقرّب هذا التوزيع جيدًا من خلال التوزيع الأسّي المحدد باستمرار:
{\displaystyle P_{c}(t)={\frac {1}{2N_{e}}}e^{-{\frac {t-1}{2N_{e}}}}.}

### تباين محايد
يمكن أيضًا استخدام نظرية الاندماج لنمذجة مقدار التباين في تسلسل الحمض النووي المتوقع من الانجراف والطفرات الوراثية. تُسمى هذه القيمة بمتوسط تغاير الزيجوت. يُحسب متوسط تغاير الزيجوت عللى أساس احتمال حدوث طفرة في جيل معين مقسومًا على احتمال وقوع حدث في هذا الجيل (إما طفرة أو اندماج). إن احتمال أن يكون الحدث عبارة عن طفرة هو احتمال حدوث طفرة في أي من الخطين. وبالتالي فإن متوسط تغاير الزيجوت يساوي
{\displaystyle {\begin{aligned}{\bar {H}}&={\frac {2\mu }{2\mu +{\frac {1}{2N_{e}}}}}\\[3pt]&={\frac {4N_{e}\mu }{1+4N_{e}\mu }}\\[3pt]&={\frac {\theta }{1+\theta }}\end{aligned}}}

## تمثيل رسومي
يمكن تصور الاندماجات باستخدام نمط الشجرة الذي يُظهر علاقة فروع السكان ببعضها البعض. تشير نقطة التقاء فرعين إلى حدث مترابط.

## تطبيقات

### تحديد الأمراض الوراثية
تكتسب فائدة نظرية الاندماج في رسم خرائط المرض المزيد من التقدير بشكلٍ بطيئ. على الرغم من أن تطبيق النظرية لا يزال في مراحله الأولى، إلا أن هناك عددًا من الباحثين الذين يطورون بنشاط خوارزميات لتحليل البيانات الوراثية البشرية التي تستخدم نظرية الاندماج.
يمكن أن يعزى عدد كبير من الأمراض التي تصيب الإنسان إلى علم الوراثة بدءًا من الأمراض المندلية البسيطة مثل فقر الدم المنجلي والتليف الكيسي إلى أمراض أكثر تعقيدًا مثل السرطان والأمراض العقلية. وهذه الأخيرة هي عبارةٌ عن أمراض متعددة الجينات يكون التحكم فيها عن طريق جينات متعددة قد تحدث على كروموسومات مختلفة، ولكن الأمراض التي تسببت في حدوث خلل واحد هي بسيطة نسبيًا للتحديد والتتبع على الرغم من أنها ليست بهذه البساطة بحيث تُحقق ذلك لجميع الأمراض. 
من المفيد للغاية في فهم هذه الأمراض وعملياتها معرفة مكان وجودها على الكروموسومات وكيف ورثتها عبر أجيال من الأسرة، كما يمكن تحقيق ذلك من خلال تحليل الاندماج.
تنتقل الأمراض الوراثية من جيلٍ إلى آخر مثلها مثل المورّثات الأخرى. بينما قد تُخلط أيّة مورّثة من كروموسوم إلى آخر أثناء التهجين المتماثل، فمن غير المرجح أن تُنقل مورّثة واحدة بمفردها. وبالتالي، يمكن استخدام المورّثات الأخرى القريبة بدرجة كافية من مورّثة المرض المرتبط به لتتبعه.
إن الأمراض الجينية لها أساسٌ وراثي على الرغم من أنها لا تتبع نماذج الوراثة المندلية، وقد يكون لهذه الأمراض حدوثٌ مرتفع نسبيًا بين السكان ولها تأثيرات صحية شديدة. قد يكون لهذه الأمراض تغلغل غير مكتمل وتميل إلى أن تكون متعددة الجينات مما يعقّد دراستها. قد تنشأ هذه الصفات بسبب العديد من الطفرات الصغيرة والتي لها تأثير شديد ومضر على صحة الفرد.
يمكن استخدام طرق تعيين الارتباط بما في ذلك نظرية الاندماج للعمل على هذه الأمراض لأنها تستخدم نسب الأسرة لمعرفة العلامات التي تصاحب المرض وكيف يُورّث. على الأقل، تساعد هذه الطريقة في تضييق جزء أو أجزاء من الجينوم الذي قد تحدث فيه الطفرات الضارة.
تشمل المضاعفات في هذه النُهج الآثار المعرفية والطبيعة الوراثية للطفرات والعوامل البيئية. ومع ذلك، فإن الجينات التي لها تأثيرات مضافة تحمل خطرًا ثابتًا لتطوير المرض، وعندما تكون موجودة في النمط الوراثي للمرض يمكن استخدامها للتنبؤ بالمخاطر وتحديد المورّثة. كل من الاندماج والاندماج التالف (الذي يسمح بحدوث طفرات متعددة في الحدث التأسيسي، وأن المرض قد يكون قد أُثار في بعض الأحيان بسبب العوامل البيئية) قد نُصّبوا للعمل على فهم مورثات المرض.
أُجريت دراسات مرتبطة بحدوث المرض في التوائم الشقيقة والمتطابقة، ويمكن استخدام نتائج هذه الدراسات لإبلاغ النمذجة المندمجة. نظرًا لأن التوائم المتماثلة تشترك في كل جينومها، لكن التوائم الأخوية تشترك فقط في نصف جينومها حيث يمكن استخدام الفرق في الارتباط بين التوائم المتماثلة والأخوية للعمل إذا كان المرض وراثيًا وإذا كان الأمر كذلك فما مدى قوة ذلك.

### التوزيع الوراثي لتباين الزيجوت
كشفت خريطة تعدد الأشكال أحادية النوكليوتيدات البشرية عن تباينات إقليمية كبيرة في التغاير في الزيجوت أكثر مما يمكن تفسيره على أساس فرصة عشوائية (موزعة بواسون). في جزءٍ منه، يمكن تفسير هذه الاختلافات أو التباينات على أساس طرق التقييم وتوافر تسلسل الجينوم وربما النموذج الوراثي السكاني المترابط القياسي.
يمكن أن يكون للتأثيرات الوراثية السكانية تأثير كبير على هذا الاختلاف حيث من المفترض أن يكون لبعض المواقع أسلاف مشتركة حديثة نسبياً والبعض الآخر قد يكون له العديد من الأنساب القديمة، وبالتالي فإن التراكم الإقليمي لتعدد الأشكال أحادية النكليوتيدات على مر الزمن قد يكون مختلفًا تمامًا.

## التاريخ
تُعتبر نظرية الاندماج امتدادًا طبيعيًا لمفهوم علم الوراثة السكانية الأكثر كلاسيكية للتطور المحايد وهي تقريب لنموذج فيشر رايت للعشائر الكبيرة. اكتُشف بشكلٍ مستقل من قبل العديد من الباحثين في الثمانينات.